# NGC 2627
NGC 2627 (другие обозначения — OCL 714, ESO 431-SC20) — рассеянное скопление в созвездии Компаса. Открыто Уильямом Гершелем в 1793 году.
Скопление изучалось в нескольких научных работах. По нескольким оценкам параметров скопления, расстояние до него составляет 1,5—2,7 килопарсек, возраст — около 1,6 миллиарда лет, хотя автоматические оценки возраста дают существенно меньшие результаты. Межзвёздное покраснение мало и составляет менее 0,1m в цвете B−V, металличность немного ниже солнечной и равна приблизительно 80% от неё.
Этот объект входит в число перечисленных в оригинальной редакции «Нового общего каталога».